# Wolfgang Glänzel
Wolfgang Glänzel (Frankfurt (Oder), 13 april 1955) is een Duits informatiekundige en hoogleraar aan de Faculteit Economie en Bedrijfswetenschappen van de KU Leuven.

## Biografie
Na zijn humaniora in Frankfurt aan de Oder studeerde Wolfgang Glänzel tot 1979 wiskunde aan de Loránd Eötvös-universiteit in Boedapest, en werd aansluitend een wetenschappelijk medewerker aan de Hochschule Mittweida in het Duitse Mittweida. In 1980 keerde hij terug naar Boedapest en werd een medewerker van de bibliotheek van de Hongaarse Academie van Wetenschappen. Hij werkte op het gebied van bibliometrie, scientometrie en toegepaste kansrekening. In 1984 promoveerde hij tot doctor aan de Loránd Eötvös-universiteit. In de academiejaren 1990-1991 en 1995-1996 ontving hij een stipendium van de Alexander von Humboldt-Stiftung. In 1997 behaalde hij aan de Faculteit Sociale Wetenschappen van de Universiteit Leiden een doctoraat met zijn werk On a stochastic approach to citation analyses. A bibliometric methodology with applications to research evaluation. Sinds 2002 is hij directeur van het Centrum voor O & O Monitoring (ECOOM) van de KU Leuven waar hij in 2005 werd benoemd tot hoogleraar. Glänzel is daarnaast ook actief in het Departement Wetenschapsbeleid & Scientometrie van de Hongaarse Academie van Wetenschappen.
Glänzel heeft meer dan 200 wetenschappelijke artikelen over verschillende aspecten van bibliometrie en scientometrie gepubliceerd, onder meer in Research Policy, JASIST, Information Processing & Management en het Journal of Informetrics. Hij wordt beschouwd als een van de meest productieve schrijvers op dit gebied van de wetenschap. In 1999 ontving hij van het tijdschrift Scientometrics samen met Henk F. Moed de tweejaarlijkse Derek de Solla Price medaille voor uitstekende prestaties op het gebied van kwantitatief wetenschappelijk onderzoek. Specifiek verdiept hij zich in patentanalyse, en de analyse van citaties van patenten, toegepast in het gebied van de opkomende nanotechnologie. Ook bestudeert hij de bibliometrische analyse van big data als een zich ontwikkelend gebied in wetenschap en technologie. Hij is sinds begin 2014 hoofdredacteur van Scientometrics en van juni 2014 tot mei 2017 gasthoogleraar aan de Kent Business School van de University of Kent.